# Дейтерид водорода
Дейтерид водорода — химическое соединение, молекула которого состоит из двух атомов или соединение двух изотопов водорода: основной изотоп 1H (протий) и 2H (дейтерий). Его правильная формула — H2H, но для упрощения она обычно пишется как HD.

## Местонахождение
В лаборатории его получают обработкой гидрида натрия тяжёлой водой:
NaH + D2O → HD + NaOD
Дейтерид водорода является компонентом встречающегося в природе молекулярного водорода. Это компонент атмосферы всех планет-гигантов, с содержанием в диапазоне от 30 до 200 частей на миллион. HD также был обнаружен в остатках сверхновых и других источниках.
Количество HD и H2 в атмосферах планет-гигантов
| Планета | HD      | H2             |
| Юпитер  | 0.003 % | 89.8 % ± 2,0 % |
| Сатурн  | 0.011 % | 96.1 % ± 2,5 % |
| Уран    | 0.007 % | 83.0 % ± 3,0 % |
| Нептун  | 0.019 % | 80.0 % ± 3,2 % |

## Спектры радиоизлучения

Протонный магнитный резонанс раствора HD (обозначен красными полосами) и H2 (обозначен синими полосами).

HD и H2 имеют очень похожие спектры излучения, но частоты излучения различаются.
Частота важного J = 1-0 вращательного перехода дейтерида водорода при 2,7 ТГц была измерена с помощью настраиваемого FIR-излучения с точностью до 150 кГц.